# Jorge García (rugby à XV)
Pour les articles homonymes, voir Jorge Garcia et García.
Pas d'image ? Cliquez ici

a Compétitions nationales et continentales officielles uniquement.

Dernière mise à jour le 13 avril 2019.
Jorge García, né le 27 septembre 1977, est un ancien joueur de rugby à XV argentin ayant évolé au poste de pilier.